# Дуглас, Альфред
Лорд Альфред Брюс Дуглас (англ. Lord Alfred Bruce Douglas; 22 октября 1870 года, Вустершир, Англия — 20 марта 1945 года, Лансинг, Западный Суссекс, Англия) — английский поэт и переводчик, лорд, наиболее известен как близкий друг и любовник Оскара Уайльда.
Большая часть ранней поэзии Дугласа была «уранической» по тематике, хотя позже он дистанцировался и от влияния Уайльда, и от своей собственной роли «уранического» поэта.

## Ранние годы жизни
Третий сын 9-го маркиза Куинсберри и его первой жены, урождённой Сибил Монтгомери (1844—1935), Дуглас родился в Хэм Хилл Хауз в Вустершире. Он был любимым ребёнком своей матери, которая назвала его Бози (Bosie), от англ. «bossy» — «хозяеватый, любящий командовать, похожий на босса». Это прозвище осталось с ним на всю жизнь.
Получив начальное образование в Винчестерском Колледже (1884—1888), Дуглас поступил в колледж Св. Магдалены, Оксфорд (1889—1893), который он оставил, так и не получив степень. В Оксфорде Дуглас редактировал студенческий журнал The Spirit Lamp (1892—1893), и эта деятельность усилила постоянный конфликт и взаимное недоброжелательство между ним и его отцом.
Его мать подала в суд на развод в 1887 году из-за прелюбодеяния его отца. Суд удовлетворил требования Сибил и супруги были разведены. Сын любил мать и никогда не любил отца, история с разводом только усилила эту неприязнь.

## Отношения с Оскаром Уайльдом
В 1891 году Дуглас встретился с Оскаром Уайльдом и, хотя известный в то время писатель и драматург был женат и имел двух сыновей, они вскоре стали любовниками.
Дуглас, известный своим друзьям как Бози, изображался ими как испорченный, беззаботный, наглый и экстравагантный юноша, который надеялся на Уайльда, чтобы удовлетворить свои вкусы и желания. Любовники часто спорили и ссорились, но также всегда восстанавливали свои отношения. Уайльд просто боготворил юношу. Вот письмо, посланное им Дугласу в январе 1893 года
Милый мой мальчик,

    Твой сонет просто великолепен, и это — чудо, что твои губы, красные как лепестки розы, созданы не только для безумия музыки и песен, но и для безумных поцелуев. Твоя тончайшая золотистая душа летает между страстью и поэзией. Я знаю, что во времена древних греков ты был бы Гиацинтом, которого так безумно любил Аполлон. Почему ты столь одинок в Лондоне, и когда ты приедешь в Солсбери? Приезжай туда, чтобы ощутить своими руками прохладу серых «готических» сумерек, и приезжай сюда всякий раз, когда тебе понравится. В этом прекрасном месте недостаёт лишь тебя; но отправляйся сначала в Солсбери. 

    Всегда, вечно любящий, 

     Твой, Оскар

(перевод А. Лукьянова)

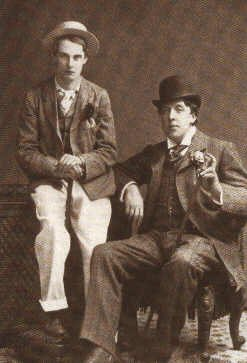
Альфред Дуглас и Оскар Уайльд

Отец Альфреда, маркиз Куинсберри, подозревал, что их связь была больше, чем дружба, и просил сына покинуть Оксфорд без получения степени. Даже угрожал в одном из писем лишить сына материальной помощи. Альфред ответил телеграммой: «Какой Вы забавный человечек». Отношения между отцом и сыном были очень напряжённые. Маркиз Куинсберри был приведен в бешенство. В своём следующем письме он грозил сыну «хорошей взбучкой» и обвинял его в том, что он «сумасшедший», и обещал «устроить общественный скандал», если Альфред продолжит свои отношения с Уайльдом.
Когда старший брат Дугласа, лорд Драмлэнриг, наследник маркизата Куинсберри, погиб на охоте в результате подозрительного несчастного случая в октябре 1894 года, ходили слухи, что у Драмлэнрига были гомосексуальные отношения с премьер-министром, лордом Роузбери. Поэтому старший Куинсберри, чтобы спасти своего другого сына, начал общественное преследование Уайльда.
В ответ на это Оскар Уайльд предъявил иск Куинсберри за преступную клевету. Однако, всё обернулось против Уайльда — отец Дугласа нанял частных детективов, чтобы зарегистрировать гомосексуальные контакты Уайльда и своего сына. Уайльд был обвинен в совершении «грубой непристойности», согласно «Поправке Лабушера». При этом была использована последняя строка стихотворения Дугласа «Две любви» (1892), в которой однополые отношения именуются «любовью, которая не смеет назвать своё имя» (англ. the love that dare not speak its name).
В 1894 году был издан роман Роберта Хиченса «Зелёная гвоздика», в основе которого лежали интимные отношения между Уайльдом и Дугласом.

## Суд над Уайльдом
25 мая 1895 года Уайльд был признан виновным и приговорен к двум годам тюремного заключения и исправительных работ. Дуглас был отправлен в ссылку в Европу. Находясь в тюрьме, Уайльд написал и послал Дугласу очень длинное критическое письмо, известное под названием «De Profundis», подробно описывая в нём свои переживания, свои мысли и чувства по отношению к самому себе и к Альфреду Дугласу.
После выхода из тюрьмы в 1897 году Уайльд вновь встретился с Дугласом. Некоторое время они жили вместе, но под давлением родственников уехали из Англии в Неаполь. Вскоре они расстались совсем. Уайльд прожил остаток своей жизни в Париже, а Дуглас возвратился в Англию в конце 1898 года. Оскар Уайльд скончался во Франции 30 ноября 1900 года, в полной нищете, и Дуглас был главным распорядителем на его похоронах, препираясь на краю могилы с Робертом Россом, одним из лучших друзей Уайльда.

## Брак
После смерти Уайльда Дуглас близко подружился с Оливией Элеонорой Кастанс, богатой наследницей и поэтессой, имевшей репутацию бисексуалки. Кастанс присоединилась к лондонскому литературному кругу вокруг таких фигур, как Оскар Уайльд, Обри Бердсли, Эрнест Доусон и Джон Грей, примерно в 1890 году, когда ей было всего 16. В это время она увлеклась поэтом Джоном Греем и написала некоторые из своих первых стихов о нём. Под сильным влиянием французских поэтов, таких как Верлен и Рембо, и декадентского настроения того периода, она быстро стала известной как поэт. В 1901 году она вступила в отношения с писательницей-лесбиянкой Натали Клиффорд Барни в Париже, которую Барни позже описала в своих мемуарах. Барни и её возлюбленная в то время, Рене Вивьен, стремились привлечь Кастанс в качестве партнера, и действительно, Кастанс оставалась в тесных отношениях с Барни в течение многих лет. Во время своего короткого романа Кастанс с Барни также спровоцировала ухаживания лорда Альфреда Дугласа, восхищенно написав ему в июне 1901 года, через шесть месяцев после смерти Оскара Уайльда. Альфред и Оливия переписывались под псевдонимами «Принц» (для Дугласа) и «Принцесса» или «Пейдж» для Кастанс.
Дуглас и Оливия поженились 4 марта 1902 года, отец Кастанс не одобрял Дугласа. 17 ноября 1902 года у них родился сын — Рэймонд Уилфред Шолто Дуглас (1902—1964).
В 1911 году Альфред Дуглас принял католичество (подобно Оскару Уайльду, который принял его ранее). Этот факт, как и общее поправение взглядов Дугласа, сделал брак проблемным. Супруги расстались в 1913 году. В том же году Дугласу было предъявлено обвинение в клевете на своего тестя, который всегда неодобрительно относился к нему и, кажется, был главной причиной напряжения в их браке. Пара снова жила вместе какое-то время в 1920-х годах после того, как Олив также обратилась в католицизм в 1917 году.
Их единственный ребёнок, Раймонд, в юности проявлял признаки нестабильности. Некоторое время он служил в армии, но часто находился в психиатрических больницах. Это усилило напряжение в браке его родителей, поэтому к концу 1920-х годов они снова расстались, и Кастанс отказалась от католицизма. Однако они не развелись, и в 1932 году она последовала за Дугласом в Хоув, сняв дом рядом с ним. В последние 12 лет её жизни они виделись почти каждый день. В 1931 году Дуглас уже писал, что их брак прочен, несмотря на «грязь и камни», брошенные в него их врагами. Кастанс продолжала писать и публиковать стихи в течение двадцатого века. Она умерла 12 февраля 1944 года, держа за руку лорда Альфреда Дугласа. Дуглас умер в следующем году, 20 марта 1945 года. Их сын Раймонд дожил до 61 года. После нескольких продолжительных эпизодов психической нестабильности на протяжении всей своей жизни он умер неженатым 10 октября 1965 года.

## Антисемитизм и журнал «Простая речь»
Под влиянием жизненных обстоятельств, лорд Дуглас заинтересовался антисемитской литературой, и во многом проникся соответствующими идеями.
В 1919 лорд Дуглас издал один из первых английских переводов «Протоколов Сионских мудрецов».
В 1920 году Дуглас основал правый, католический и «глубоко антиеврейский» (по его собственному утверждению) журнал «Plain English» («Простой английский»). В журнале он сотрудничал с Гарольдом Шервудом Спенсером, антисемитским и антигейским активистом. Журнал просуществовал до конца 1922 года. В дальнейшем он признавал, что направленность его издания была «строго антисемитской».
С августа 1920 года (выпуск № 8) в журнале начала публиковаться длинная серия статей под общим названием «Еврейская опасность» генерал-майора Артура (Артемия) Череп-Спиридовича. Редакция журнала вступала в конфликты с еврейскими изданиями.
Постоянными мишенями и предметом нападок журнала были Дэвид Ллойд Джордж, Альфред Хармсворт, Герберт Уэллс. Крайне отрицательно журнал относился к ирландскому движению за независимость, подчёркивая его международные связи — с Америкой и «мировым еврейством». В частности, журнал уделял много внимания разоблачению деятельности ирландско-американского литератора и издателя Френка Харриса. Журнал уделял много внимания деятельности IRB («Ирландское республиканское братство»), и в 1920 году опубликовал секретную конституцию «Братства».
Дуглас перестал быть редактором после выпуска 67 в 1921 году из-за ссоры со Спенсером. В 1921 году он некоторое время выпускал конкурирующий журнал под названием «Простая речь» в 1921 году с Гербертом Муром Пимом. В его первом выпуске содержалось письмо от немецкого корреспондента, рассказывающего британцам о Гиттлере (данная ошибка в написании фамилии была допущена в тексте письма) и «Немецкой белой рабочей партии».
В 1924 году за антисемитские высказывания в статье «Академия», а также за памфлет против Уинстона Черчилля Дугласа посадили на 6 месяцев в тюрьму.
При этом взгляды Дугласа на еврейский вопрос не были примитивно-антисемитскими. В четвёртом номере «Простого английского» от 1920 года он, признавая «еврейскую опасность», писал, что
Христианское милосердие запрещает нам участвовать в массовых безадресных издевательствах и клеветать на всю расу.
В своей Автобиографии в 1929 году он написал:
Теперь я чувствую, что нелепо выдвигать обвинения против евреев, приписывая им качества и методы, которые на самом деле гораздо более типичны для англичан, нежели для евреев.
и указал, что страна сама виновата, если евреи пришли и растоптали её.
Дуглас осуждал нацистский расизм и антисемитизм. В «Автобиографии» он определял себя не как антисемита, а как «крайнего консерватора».

## «Сутяжническая деятельность»
После выхода в 1912 году полного варианта уайльдовского «De Profundis», Дуглас выступил против своего прежнего друга, гомосексуальность которого он осудил. Он выпустил книгу «Оскар Уайльд и Я», в которой отрекался и от своего друга, и от его творчества.
В это время он назвал Уайльда «самым большим пристанищем зла, которое появилось в Европе в течение прошедших трехсот пятидесяти лет», и что он сильно сожалеет о своей встрече с Уайльдом.
Дуглас начал свою «сутяжническую и клеветническую деятельность», получая защиту и пятьдесят гиней (от каждого) от Оксфордского и Кембриджского университетских журналов The Isis и Cambridge за дискредитирующие ссылки на него в статье относительно Уайльда.
Он был истцом и ответчиком в нескольких судебных исках, касающихся его клеветы по гражданскому и уголовному кодексам. В 1913 году он обвинял Артура Рэнсома в умалении его имени в книге «Оскар Уайльд: Критическое Исследование». Суд вынес решение в пользу Рэнсома. В 1923 году Альфред Дуглас был признан виновным в клевете на Уинстона Черчилля, и в следующем году оказался в тюрьме.
Впоследствии Дуглас заявлял, что он сильно сожалел о том, что встретил Уайльда и помог ему с переводом «Саломеи», которую он назвал «самым пагубным и отвратительным произведением».

## Поздние годы
В течение 1930-х годов и до самой смерти Альфред жил спокойно, не вступая в конфликты — на средства, которые предоставляли ему мать и бывшая жена.
```
Дуглас переписывался со многими известными людьми, такими как Мэри Стоупз и 
Джордж Бернард Шоу
. Известно также, что он был крестным отцом сына 
Айседоры Дункан
, второй официальной жены 
Сергея Есенина
.
```

За это время он написал «Автобиографию» и составил несколько поэтических сборников из старых стихотворений.
В 1940 году он написал завершающую и наиболее взвешенную книгу об Уайльде: «Оскар Уайльд: Подводя итоги».

## Смерть
Альфред Дуглас умер после сердечного приступа в Лансинге, Западный Сассекс, 20 марта 1945 года в возрасте 74 лет.
Он был похоронен во францисканском монастыре Кроули, в Западном Сассексе 23 марта, где был предан земле рядом со своей матерью, которая умерла в возрасте 91 года. Один могильный камень покрывает их обоих.

## Поэзия Альфреда Дугласа на языке оригинала
- Poems (1896)
- Tails with a Twist 'by a Belgian Hare' (1898)
- The City of the Soul (1899)
- The Duke of Berwick (1899)
- The Placid Pug (1906)
- The Pongo Papers and the Duke of Berwick (1907)
- Sonnets (1909)
- The Collected Poems of Lord Alfred Douglas (1919)
- In Excelsis (1924)
- The Complete Poems of Lord Alfred Douglas (1928)
- Sonnets (1935)
- Lyrics (1935)
- The Sonnets of Lord Alfred Douglas (1943)

## Поэзия Альфреда Дугласа на русском языке
- Дуглас, Альфред. Стихотворения // в сб. Эдмунд Госс. Оскар Уайльд. Альфред Дуглас. ГРАД ДУШИ. Избранные стихотворения / Пер. с англ. Александра Лукьянова. М.: Водолей, 2016. 224 с. — ISBN 978-5-91763-329-9

## Книги Дугласа на языке оригинала
- Oscar Wilde and Myself (1914)
- Foreword to New Preface to the 'Life and Confessions of Oscar Wilde' by Frank Harris (1925)
- Introduction to Songs of Cell by Horatio Bottomley (1928)
- The Autobiography of Lord Alfred Douglas (1929; 2nd ed. 1931)
- My Friendship with Oscar Wilde (1932; retitled American version of his Autobiography)
- The True History of Shakespeare’s Sonnets (1933)
- Introduction to The Pantomime Man by Richard Middleton (1933)
- Preface to Bernard Shaw, Frank Harris, and Oscar Wilde by Robert Harborough Sherard (1937)
- Without Apology (1938)
- Preface to Oscar Wilde: A Play by Leslie Stokes & Sewell Stokes (1938)
- Introduction to Brighton Aquatints by John Piper (1939)
- Ireland and the War Against Hitler (1940)
- Oscar Wilde: A Summing Up (1940)
- Introduction to Oscar Wilde and the Yellow Nineties by Frances Winwar (1941)
- The Principles of Poetry (1943)
- Preface to Wartime Harvest by Marie Carmichael Stopes (1944)